# Dasylobus
Dasylobus – rodzaj kosarzy z podrzędu Eupnoi i rodziny Phalangiidae.

## Występowanie
Przedstawiciele rodzaju występują w południowej Europie, Afryce Północnej i Azji Mniejszej.

## Systematyka
Opisano dotąd 19 gatunków kosarzy z tego rodzaju:
- Dasylobus amseli (Roewer, 1956)
- Dasylobus arcadius (Roewer, 1956)
- Dasylobus argentatus (Canestrini, 1871)
- Dasylobus beschkovi (Starega, 1976)
- Dasylobus corsicus (Roewer, 1956)
- Dasylobus cyrenaicus (Caporaccio, 1937b)
- Dasylobus egaenoides Simon, 1885
- Dasylobus eremita Simon, 1878
- Dasylobus ferrugineus (Thorell, 1876)
- Dasylobus fuscus (Roewer, 1911)
- Dasylobus gestroi (Thorell, 1876)
- Dasylobus graniferus (Canestrini, 1871)
- Dasylobus insignitus (Roewer, 1912)
- Dasylobus insularis (Roewer, 1956)
- Dasylobus kulczynskii Nosek, 1905
- Dasylobus laevigatus (L.Koch, 1867)
- Dasylobus nivicola Simon, 1879
- Dasylobus rondaensis (Kraus, 1959)
- Dasylobus samniticus Lerma, 1952